# Provincia de Talca (1833-1976)
La provincia de Talca fue una de las divisiones administrativas de Chile existente hasta 1976.

## Historia
El 26 de octubre de 1833, se creó la Provincia de Talca con dos departamentos.  Esta ley segregó el departamento de Talca de la provincia de Colchagua y creó el departamento de Lontué.
| Departamento | Cabecera |
| ------------ | -------- |
| Talca        | Talca    |
| Lontué       | Molina   |

Posteriormente se crea el Departamento de Curepto.
| Departamento | Cabecera |
| ------------ | -------- |
| Talca        | Talca    |
| Lontué       | Molina   |
| Curepto      | Curepto  |

El 30 de diciembre de 1927 con el DFL 8582, se dividió la provincia de Curicó y una parte pasa a integrar la nueva provincia de Talca. Además, se suprime el departamento de Curepto y se crea el departamento de Mataquito. De acuerdo al DFL 8582, se establece:

"Artículo 1.o Divídese el país en las siguientes 
provincias, departamentos y territorios: 
(...)
- PROVINCIA DE TALCA.- Capital Talca.- Departamentos: Curicó, Lontué, Talca y Mataquito, capital Curepto;"

"Art. 2.o Los departamentos tendrán por límites los 
fijados por el decreto-ley número 354, de 17 de marzo de 1925, y sus actuales cabeceras, con las modificaciones 
siguientes, además de las arriba indicadas:" 
- El departamento de Mataquito, estará formado por las antiguas subdelegaciones 1.a Vichuquén, 2.a Llico, 3.a Iloca, 5.a Alcántara, 6.a Licantén y 7.a La Huerta, del antiguo departamento de Vichuquén, y por las antiguas subdelegaciones 1.a Curepto, 2.a Hornillos, 3.a Limávida, 4.a Tonlemo y 5.a Gualleco, del antiguo departamento de Curepto. La cabecera del departamento de Mataquito será la villa de Curepto;
- El departamento de Talca estará formado por el territorio del actual departamento de este nombre;

De acuerdo al mismo artículo una parte del antiguo departamento de Curepto integra el departamento de Constitución de la provincia de Maule:

- El departamento de Constitución estará formado por el territorio del actual departamento de este nombre y por las antiguas subdelegaciones 7.a Toconey, 8.a Quivolgo, 9.a Putú y 10 Chanquiuque, del antiguo departamento de Curepto;

Así, la provincia de Talca queda integrada por:
| Departamento | Cabecera |
| ------------ | -------- |
| Talca        | Talca    |
| Curicó       | Curicó   |
| Lontué       | Molina   |
| Mataquito    | Curepto  |

Luego, en 1936, se restituyó la provincia de Curicó, y la provincia de Talca queda con los siguientes departamentos:
| Departamento | Cabecera |
| ------------ | -------- |
| Talca        | Talca    |
| Lontué       | Molina   |
| Curepto      | Curepto  |